# Sferă mediană

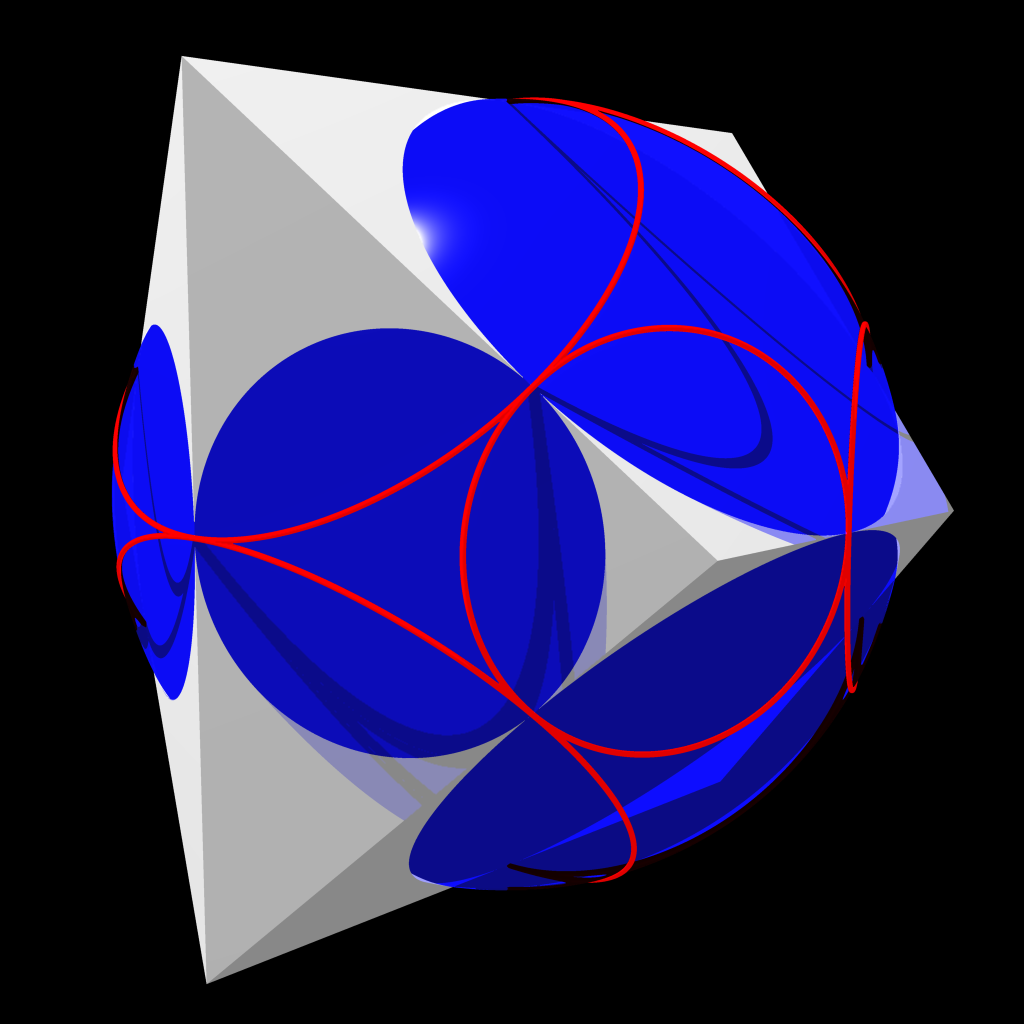
Un poliedru și sfera sa mediană. Cercurile roșii sunt limitele vizibile din fiecare vârf ale calotelor sferice

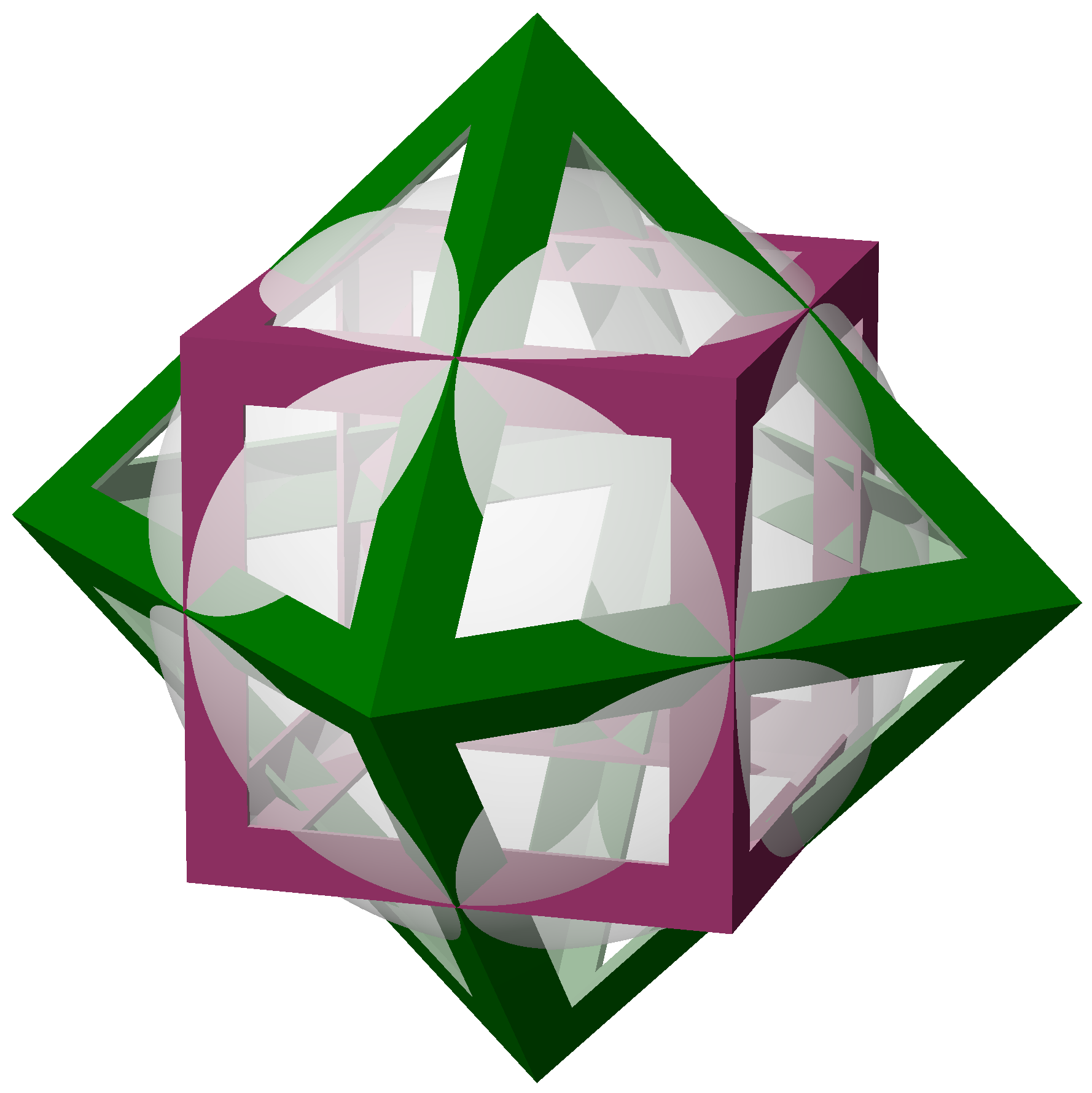
Compus de cub și octaedru (duale) cu sfera mediană comună

În geometrie, sfera mediană sau intersfera unui poliedru este o sferă care este tangentă la fiecare latură a poliedrului. Adică atinge orice latură exact într-un singur punct. Nu orice poliedru are o sferă mediană, dar pentru fiecare poliedru există un poliedru echivalent combinatoric, poliedrul canonic, care are o sferă mediană.
Numele de „sferă mediană” provine din faptul că la poliedrele care au o sferă înscrisă (care este tangentă la fiecare față a poliedrului) și o sferă circumscrisă (care trece prin fiecare vârf), sfera mediană este între acestea.

## Exemple
Poliedrele uniforme, inclusiv poliedrele regulate, cvasiregulate, semiregulate și dualii lor au toate sfere mediane. La poliedrele regulate, sferele înscrisă, mediană și circumscrisă există toate și sunt concentrice.

## Cercuri tangente
Dacă O este sfera mediană a unui poliedru, P, atunci intersecția lui O cu orice față a lui P este un cerc. Cercurile formate în acest fel pe toate fețele lui P formează în O un sistem de cercuri care sunt tangente la laturile sale în punctele unde ele se intersectează cu laturile lui P.
Dual, dacă v este un vârf al lui P, atunci există un con care are vârful în v și care este tangent la O într-un cerc; acest cerc formează limita vizibilă din acel vârf a calotelor sferice de pe suprafața sferei mediane. Adică, cercul este orizontul sferei mediane așa cum este privit din vârf. Cercurile formate în acest fel sunt tangente între ele exact în locul în care vârfurile cărora le corespund sunt conectate printr-o latură.

## Dualitate
Dacă un poliedru P are o sferă mediană O, atunci poliedrul dual față de P are aceeași O ca sferă mediană. Planurile fețelor poliedrului dual conțin cercurile de pe O care sunt tangente la conurile cu vârfurile în vârfurile lui P.

## Poliedru canonic
O formă mai puternică a teoremei împachetării cercurilor afirmă că la reprezentarea grafurilor plane prin sisteme de cercuri tangente fiecare graf poliedric poate fi reprezentat de un poliedru cu sferă mediană. Cercurile orizontului unui poliedru canonic pot fi transformate, prin proiecție stereografică, într-o colecție de cercuri din planul euclidian, cercuri care nu se întretaie și sunt tangente unul la celălalt dacă vârfurile la care le corespund sunt adiacente. Însă există poliedre care nu au o formă echivalentă cu o sferă înscrisă sau circumscrisă.
Oricare două poliedre cu aceeași latice a fețelor și aceeași sferă mediană pot fi transformate unul în celălalt printr-o transformare proiectivă a spațiului tridimensional care lasă sfera mediană în aceeași poziție. Restricția acestei transformări proiective la sfera mediană este o transformare Möbius. Există un mod unic de a efectua această transformare, astfel încât sfera mediană să fie sfera unitate iar centroidul punctelor de tangență să fie în centrul sferei; aceasta dă o reprezentare a poliedrului dat, care este unic din punct de vedere al congruenței, poliedrul canonic. Alternativ, un poliedru transformat care maximizează distanța minimă a unui vârf față de sfera mediană poate fi găsit algoritmic într-un timp proporțional cu complexitatea poliedrului; poliedrul canonic ales în acest mod are simetrie maximă față de toate celelalte alegeri.